# Zelotes mayanus
Zelotes mayanus är en spindelart som beskrevs av Chamberlin och Ivie 1938. Zelotes mayanus ingår i släktet Zelotes och familjen plattbuksspindlar. Inga underarter finns listade i Catalogue of Life.